# Onze-Lieve-Vrouwekerk (Assens)

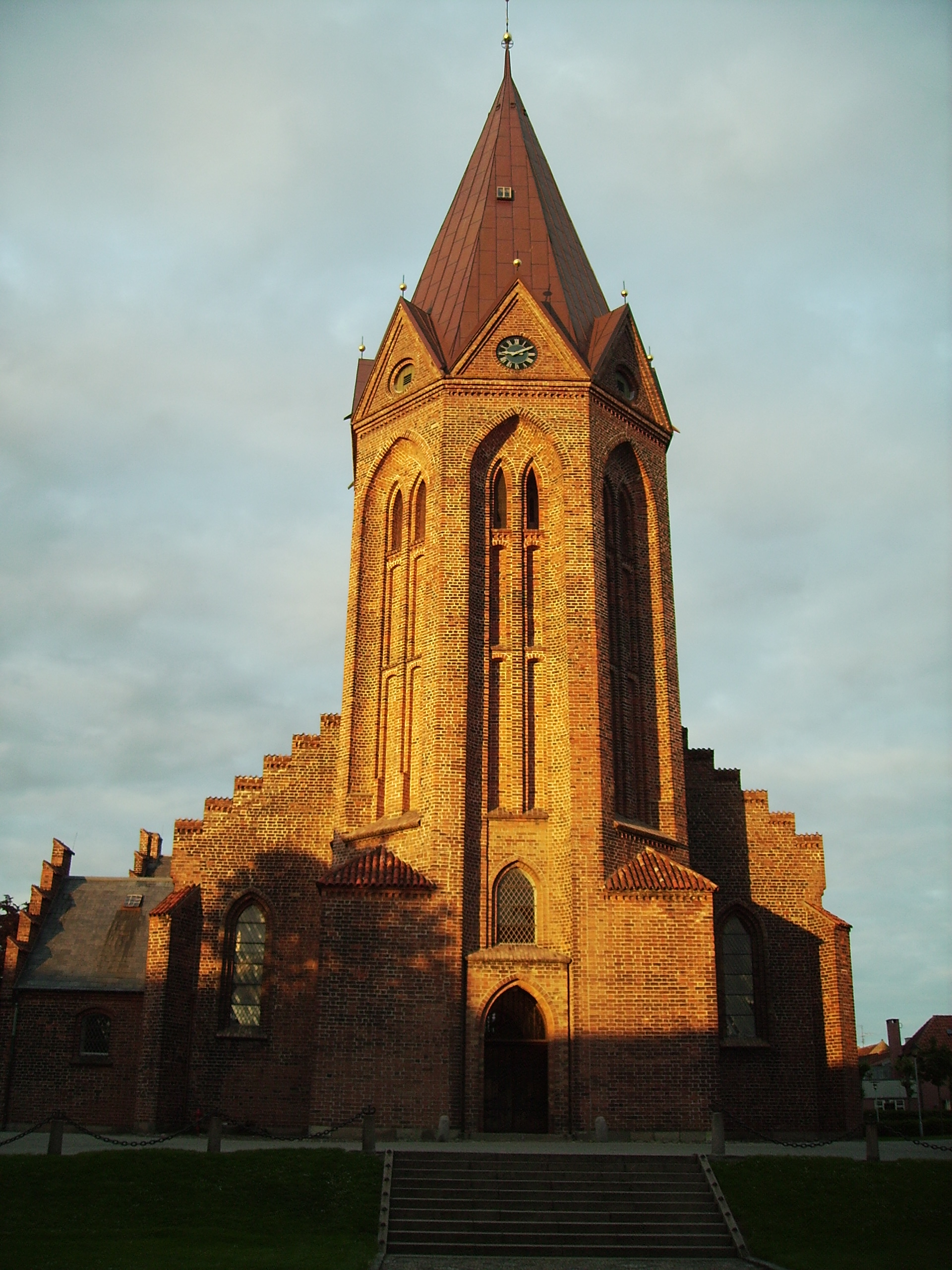
Westzijde van de kerktoren in de avondzon

De Kerk van Onze-Lieve-Vrouw (Vor Frue Kirke) is een luthers kerkgebouw in de stad Assens op het eiland Funen (Zuid-Denemarken). De kerk is dicht bij de haven gelegen in de oude wijk van de stad.

## Geschiedenis

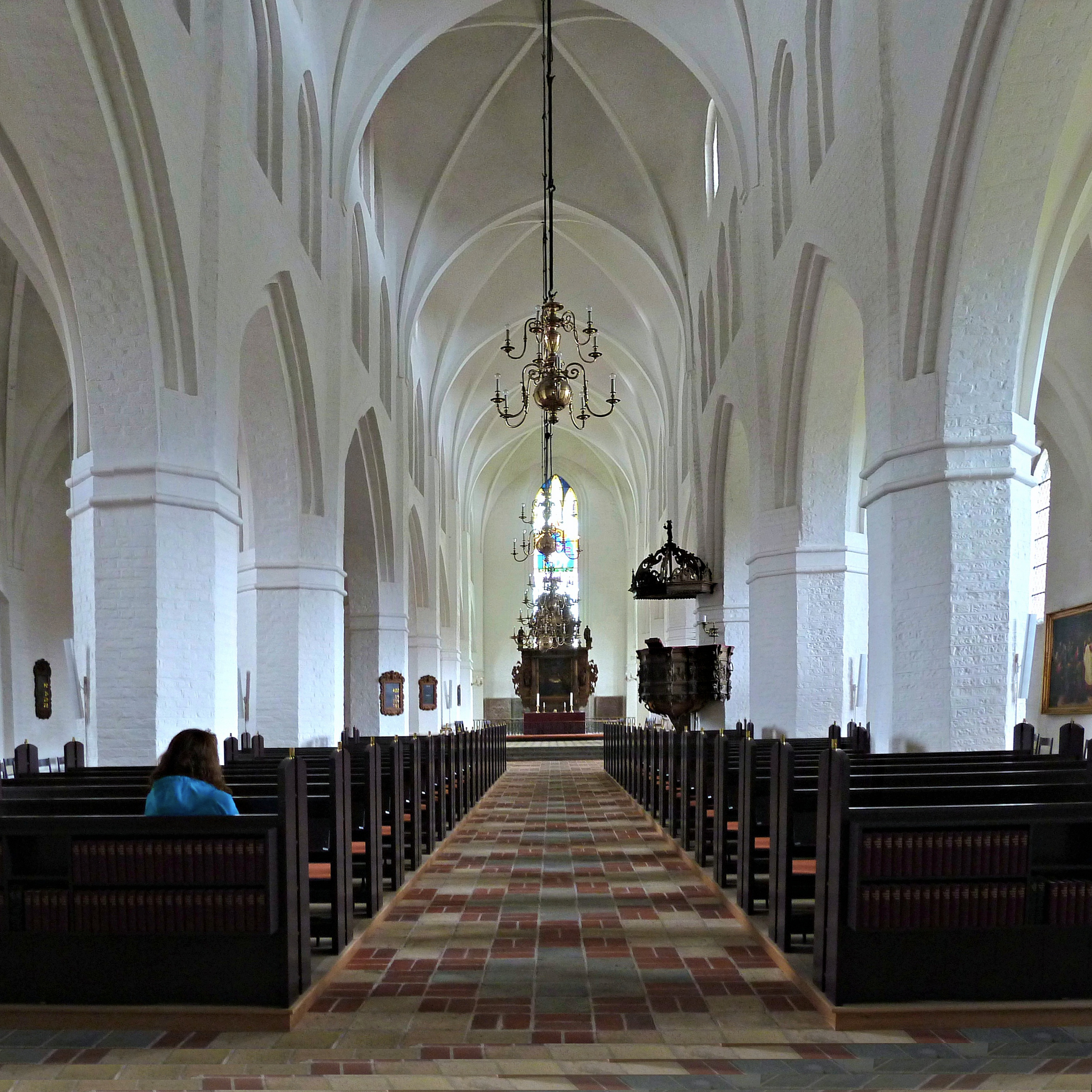
Middenschip

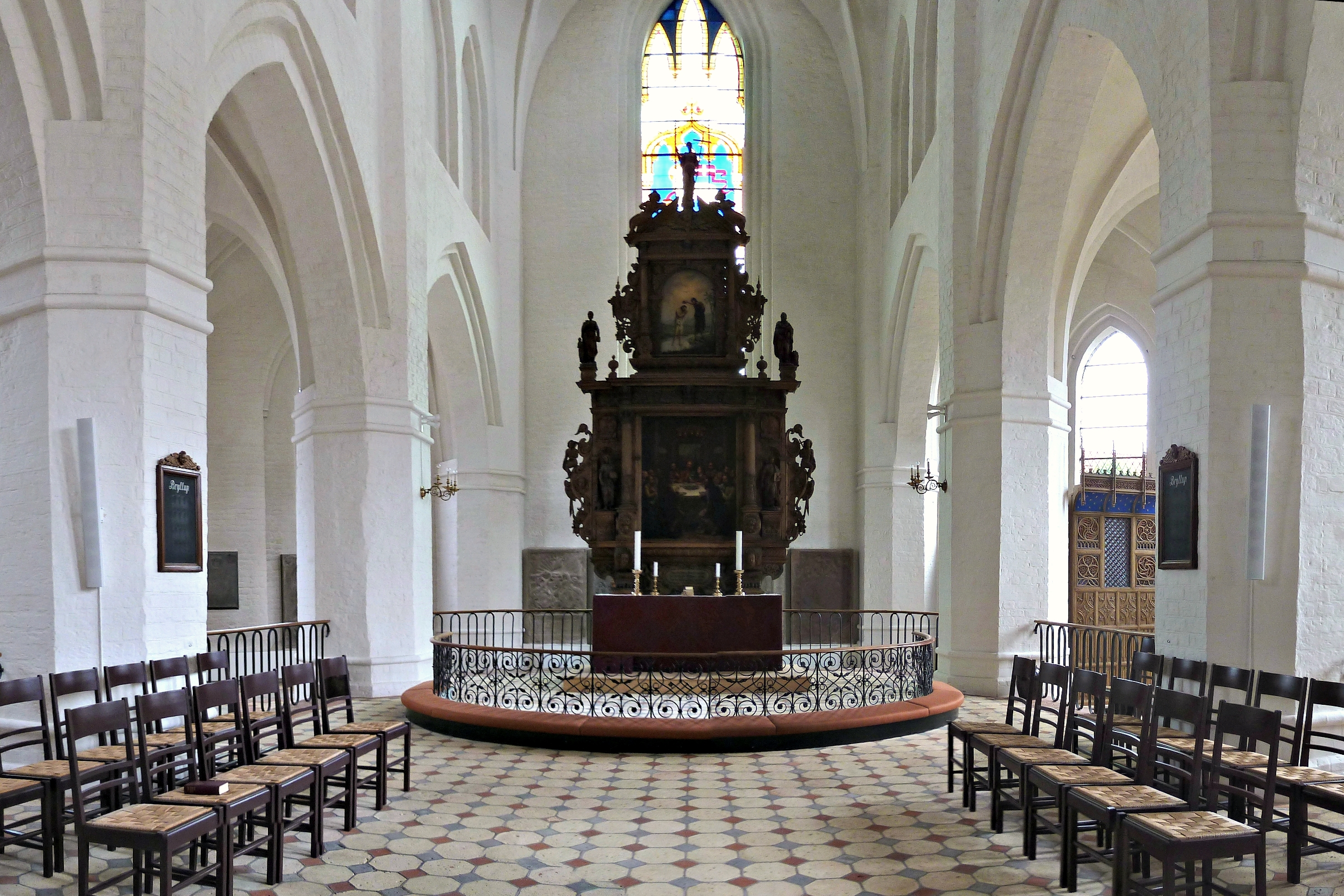
Altaar

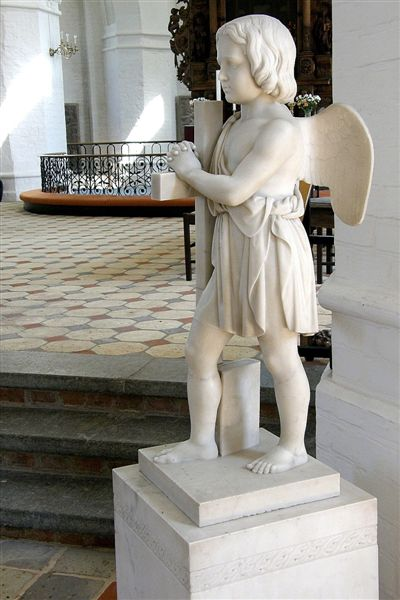
Engel van Jens Adolf Jerichau

De oorsprong van de laatmiddeleeuwse kerk is gelegen in een kleinere, waarschijnlijk romaanse bakstenen kerk uit de jaren 1200. Van deze kerk resteert de rechthoekige basis van de toren. Aan de noordelijke kant van de kerk werd in de jaren 1400 een transeptarm toegevoegd (tegenwoordig de Hlevadkapel).
Al tegen het eind van de 15e eeuw onderging de kerk een grote verbouwing. Het huidige gotische aanzien van de kerk kwam samen met de achthoekige, 48 meter hoge kerktoren in 1488 gereed.
Naast de naam van de kerk bleven uit de katholieke tijd een monstranskast (tegenwoordig aan de rechterkant van het altaar) en een wijwatervat in de muur bij het portaal bewaard.

## Exterieur
De huidige kerk werd van grote bakstenen (in Denemarken munkesten genaamd) gebouwd en heeft drie schepen met een driezijdige oostelijke afsluiting. Het kerkgebouw werd in twee fases gebouwd en uit opgravingen is gebleken dat het plan nog tijdens de bouw werd gewijzigd. De Onze-Lieve-Vrouwekerk is de op een na grootste kerk van het bisdom Funen en moet alleen de Dom van Odense voor zich dulden. De lengte van het gebouw is 59 meter, de breedte 20 meter en de hoogte van de toren 48 meter.
De achthoekige toren is uniek voor Denemarken. Met uitzondering van de kerk van Kalundborg is het de enige in zijn soort van Denemarken. Ze werd gebouwd op de rechthoekige resten van de oude kerk. Het lagere deel is eenvoudig, maar naar boven toe wordt de toren sierlijker door de achthoekige vorm en de prachtige blindnissen.
De kerk onderging in de jaren 1842-1856 en 1881-1884 enkele grootschalige en goed gedocumenteerde restauraties. De toren werd in 1995 opnieuw met koper bedekt en in de jaren 2013-2014 gerenoveerd.

## Interieur
De Onze-Lieve-Vrouwekerk van Assens werd van binnen meerdere malen veranderd. De laatste veranderingen dateren uit de herfst van 2007, toen er op de plaats van de stoelen uit het begin van de jaren 1940 weer nieuwe kerkbanken werden geplaatst.
Het altaarstuk dateert uit circa 1620 en de preekstoel is iets jonger. De schilderijen in het altaarstuk stammen uit 1826-1828 en werden door Jes Bundsen uitgevoerd. Ze stellen het Laatste Avondmaal en de Doop van Jezus voor. Aan de kanselkuip zijn scènes van houtsnijwerk uit de lijdensgeschiedenis aangebracht. Op de hoeken bevinden zich negen figuren, waarschijnlijk discipelen. De laatste drie zijn waarschijnlijk ooit geplaatst aan de trap van de kansel. De zandloper aan de preekstoel (circa 1700) moest ervoor zorgen dat de dienst niet langer dan een uur duurde. De marmeren engel werd gemaakt door de beeldhouwer Jens Adolf Jerichau, die net als Jes Bundsen in Assens werd geboren. Een derde kunstwerk van een uit Assens afkomstige kunstenaar is het schilderij van Dankvart Dreyer uit 1842, dat de drie Maria's voorstelt.
De smeedijzeren balustrade van de knielbank voor het altaar is voorzien van een gekruiste hamer en sleutel, het handelsmerk van koning Christiaan IV's hofsmid Casper Finck.
In de kerk hangen twee epitafen, drie herdenkingsplaquettes en er zijn nog 45 grafzerken. Op twee romaanse zerken na bestrijken ze de periode 1540-1800. In de 17e eeuw werden in de kerk ongeveer 450 mensen begraven. Nadat het in het begin van de 19e eeuw niet meer was toegestaan om in de kerk begraven te worden, werden de zerken in 1841 van de vloer gelicht en gebruikt voor de bestrating van het kerkepad. Tijdens de restauratie in 1881-1884 kregen de beste zerken weer een plaats in de kerk langs de muren van het koor of op de oorspronkelijke plaats in de vloer. Alhoewel de kerk nog altijd een groot aantal zerken bevat, gingen er toen veel verloren.

## Orgel
Het orgel uit 1964 met 35 registers werd gebouwd door Marcussen & Søn uit Aabenraa.